# Eugen Kedl
Eugen Kedl (* 1933 in Stadtschlaining, Österreich; † 9. März 2008) war ein kanadischer Fotograf.
Eugen Kedl, Bruder des Bildhauers Rudolf Kedl, stammte aus dem burgenländischen Stadtschlaining. Nach einer Lehre als Fotograf in Pinkafeld und Wien wanderte er 1954 nach Québec aus. Er machte dort Karriere als Fotograf. Er war verheiratet und hatte vier Kinder.
Kedl wurde mit den Order of Canada and the Médaille de la ville de Québec geehrt. 2007 wurde er „Auslandsösterreicher des Jahres“. Er war seit 1967 Mitglied von Richelieu international (Clubs Richelieu) und 1998 deren Präsident in Québec. Zudem war er Gründer des Großen Wienerballes in der Stadt Québec.

## Ehrungen und Auszeichnungen
- Fotograf des Jahres (1970)
- Preis des Tourismusbüros der Region Québec (1986)
- Ehrenurkunde der Stadt Québec
- Medaille de L’Assemblée Nationale (1993)
- Silberne Ehrenmedaille Wirtschaftskammer-Burgenland (1995)
- Ehrenmedaille des Landes Burgenland (1996)
- Ehrenmedaille der Republik Österreich für Kunst und Wissenschaft (1997)
- Kanada Orden (2002)
- Goldene Ehrenmedaille anlässlich des 50-jährigen Krönungsjubiläum von Königin Elisabeth II (2002)
- Ehrenmedaille der Stadt-Québec (2007)
- Auslandsösterreicher des Jahres (2007)

## Publikationen
- Sankt Anna Basilika 1984, offizielles Geschenk an Papst Johannes Paul II.
- Québec par Kedl, 1985
- Images Inuit de Nouveau Québec, 1988
- Hommages au Québec, 1993
- Le culte de L'Ideal, 1994
- Les Plaines d'Abraham-Québec, 1994
- La Côte Nord, 1997
- Coeur du Québec-Mauricie, 1998
- La Côte de Beaupré et l'Ile Orleans, 1999
- Canada in 1000 Bildern, 1999
- Ville de Québec, 2000
- La Côte Sud, 2003
- Le grande Ville de Lévis, 2006
- „Québec et ses merveilles“, 2008